# Helina jiaodingshanica
Helina jiaodingshanica este o specie de muște din genul Helina, familia Muscidae, descrisă de Feng în anul 2004. Conform Catalogue of Life specia Helina jiaodingshanica nu are subspecii cunoscute.